# Märta Jörgensen
Märta Emilia Matilda Jörgensen, född Palme 21 december 1874 i Norrköping, död 7 januari 1967, var ordförande i Svenska Kvinnliga Nationaldräktsföreningen och var drivande i skapandet av Sverigedräkten 1903. Märta var under Andra Världskriget medlem i nationalistiska rörelsen Svensk Opposition.